# Alex Txikon

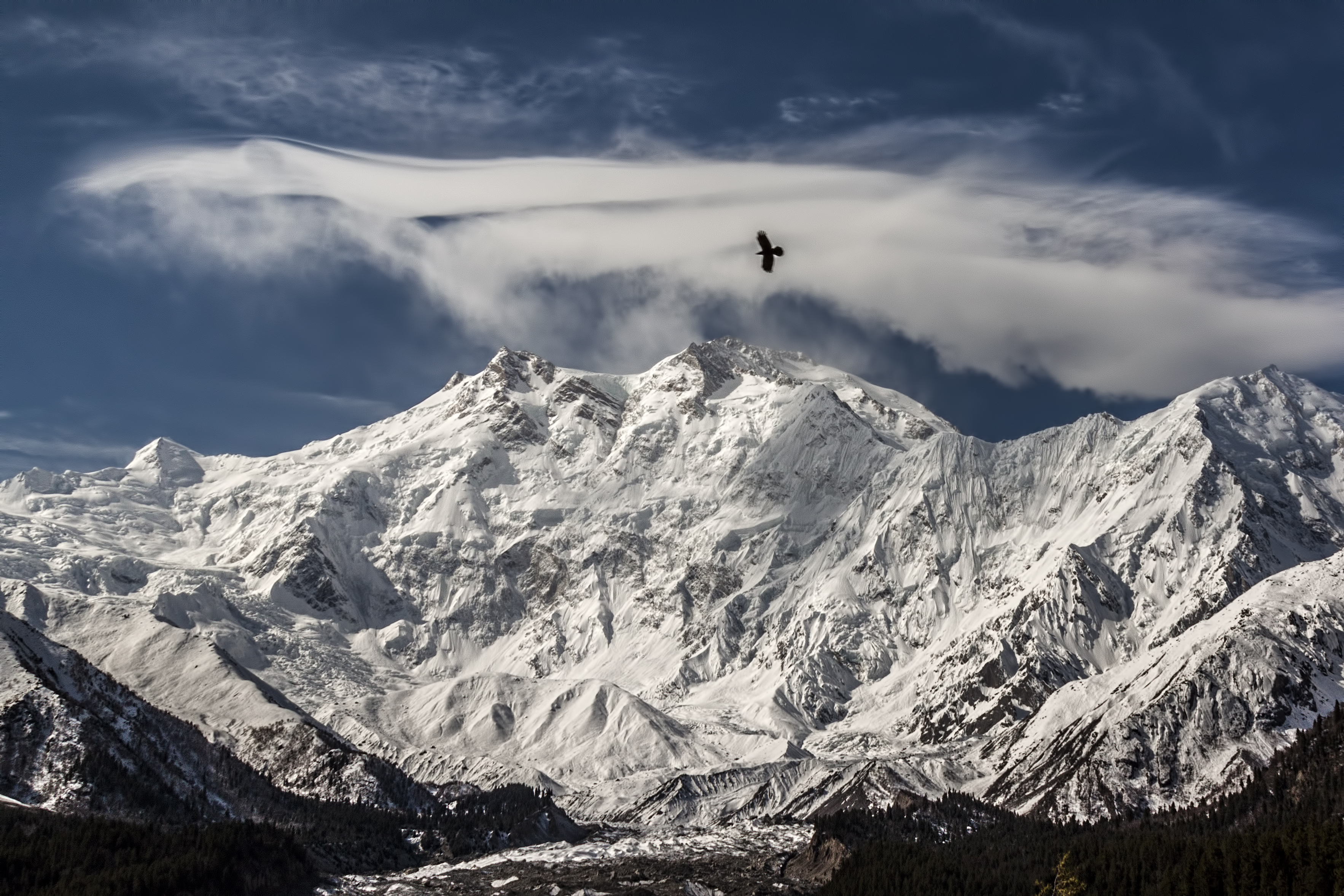
Nanga Parbat

Alex Txikon (ur. 12 grudnia 1981 w Lemoi) – hiszpański wspinacz i himalaista narodowości baskijskiej, uczestnik pierwszego zimowego wejścia na Nanga Parbat, zdobywca jedenastu ośmiotysięczników.

## Życiorys
Urodził się 12 grudnia 1981 w Lemoi, w prowincji Bizkaia, w Kraju Basków, jako najmłodszy z trzynaściorga rodzeństwa. Od wczesnego dzieciństwa zainteresowany górami i wspinaczką. Na pierwszy duży szczyt – Gorbeę (1482 m) w Kraju Basków dotarł ze starszym bratem już jako trzylatek. Jako nastolatek wspinał się w Pirenejach, Alpach i Picos de Europa. W Himalajach zakochał się po obejrzeniu prezentacji zdjęć z wyprawy na K2 zorganizowanej przez Juanita Oiarzabala, późniejszego zdobywcy Korony Himalajów i Karakorum
Na swoją pierwszą wyprawę w Himalaje pojechał w 2002 jako kamerzysta w ekipie Edurne Pasaban. W tym samym roku wspinał się bez powodzenia na dwa pamirskie szczyty: Ismaila Samaniego (7495 m) i Lenina (7134 m). W 2003 zdobył swój pierwszy ośmiotysięcznik – Broad Peak. W kolejnym roku wspiął się na Makalu oraz Czo Oju, a podczas wspinaczki na K2 doszedł do wysokości 7400 metrów. W 2005 zdobył Szczyt Lenina i bez powodzenia wspinał się zachodnią ścianą na Makalu, docierając do wysokości 7650 metrów.
W 2006 uczestniczył w wyprawie na Antarktydę, podczas której wspiął się na Mount Scott (880 m) oraz wszedł nową drogą na Mount Shackleton (1465 m). Zdobył także Mount Wandell (2397 m), a wspinając się w stylu alpejskim południowo-zachodnią drogą na Sziszapangmę dotarł do wysokości 7800 metrów.
W 2007 wspinając się północną ścianą, zdobył po raz pierwszy Sziszapangmę. W 2008 dołączył do projektu Edurne Pasaban 14x8000, która starała się wówczas o ostatnie szczyty potrzebne jej do sięgnięcia, jako pierwsza kobieta, po Koronę Himalajów i Karakorum. W tym roku zdobył dwa kolejne ośmiotysięczniki: Dhaulagiri oraz Manaslu. W 2009 zdobył ponownie Sziszapangmę, zaś wspinając się na Kanczendzongę dotarł do wysokości 8450 metrów.
W 2010 po raz trzeci zdobył Sziszapangmę, tym razem południową ścianą, oraz wspiął się na Annapurnę, zdobywając w ten sposób siódmy z czternastu szczytów, potrzebnych do zdobycia Korony Himalajów i Karakorum.
W 2011 najpierw w zimie doszedł do wysokości 7000 metrów, wspinając się na Gaszerbrum I, po czym w lecie zdobył zarówno Gaszerbrum I jak i Gaszerbrum II, a na K2 dotarł do wysokości 7900 metrów. W kolejnym roku ponownie bezowocnie atakował zimą Gaszerbrum I, dokonując jednak 9 marca 2012 r. o godzinie 14:00 (wraz z Tamarą Styś) pierwszego zimowego wejścia na boczny wierzchołek góry – Gasherbrum I South (7109 m). W lecie 2012 wziął udział w wyprawie na Grenlandię. Pokłosiem ekspedycji był film dokumentalny Next Stop Greenland, w reżyserii Lary Izagirre, w którym Txikon występował oraz był drugim operatorem.  Rok 2013 zaczął od pierwszego zimowego wejścia na Laila Peak (ok. 6200 m) – wspólnie z innym hiszpańskim himalaistą José Fernandezem, wiosną zawrócił 20 metrów przed szczytem Nuptse (7861 m) oraz zdobył kolejny ośmiotysięcznik – Lhotse, następnie latem ponownie zmierzył się z K2 osiągając 7100 metrów. W 2014 zabrakło mu kilkudziesięciu metrów, by zdobyć Kanczendzongę, nie udało mu się również zrealizować planów wspólnej zimowej wyprawy na K2 z Denisem Urubko i Adamem Bieleckim. W 2015 Bask próbował w zimie zdobyć Nanga Parbat, dotarł do wysokości 7850 metrów, wspinał się też na Thalay Saga (6904 m).
Na przełomie 2015 i 2016 roku kilka zespołów starało się zdobyć przedostatni z niezdobytych do tej pory zimą ośmiotysięczników – Nanga Parbat. Txikon wyjechał w Karakorum jako członek międzynarodowego zespołu, w którym pierwotnie mieli się znaleźć oprócz niego Daniele Nardi, Ferran Latorre, Janusz Gołąb oraz Muhammad Ali. Ostatecznie zespół działał jako trzyosobowy: Txikon, Nardi i Ali. Ponadto do zdobycia szczytu sposobili się także Tamara Lunger i Simone Moro, Adam Bielecki i Jacek Czech, Marek Klonowski z zespołem oraz Tomasz Mackiewicz i Élisabeth Revol. Pod koniec stycznia 2016 Nardi i Txikon bez powodzenia atakowali szczyt. Po kłótni między wspinaczami Nardi opuścił wyprawę, w związku z czym Txikon i Ali połączyli siły z doświadczonym włoskim teamem Moro-Lunger. Czteroosobowy zespół wyruszył z bazy 22 lutego, atak szczytowy (z obozu IV) zaczął się rankiem 26 lutego. Lunger zatrzymała się kilkadziesiąt metrów przed wierzchołkiem, natomiast pozostała trójka wspinaczy: Alex Txikon, Włoch Simone Moro oraz Pakistańczyk Muhammad Ali o godzinie 15:27 lokalnego czasu, dokonali pierwszego zimowego wejścia na Nanga Parbat. Ostatnie kilkaset metrów Txikon wspinał się razem z Moro. 28 lutego himalaiści powrócili do bazy. Po ich wyczynie jedynym niezdobytym zimą ośmiotysięcznikiem pozostało K2.
6 stycznia 2023 Alex Txikon oraz Szerpowie: Tenjen Sherpa, Pasang Nurbu Sherpa, Mingtemba Sherpa, Chhepal Sherpa, Pemba Tasi Sherpa i Gyalu Sherpa, zdobyli szczyt Manaslu. Było to pierwsze wejście na szczyt Manaslu, które rozpoczęło się i zakończyło w sezonie astronomicznej zimy, i drugie zdobycie tego szczytu w okresie astronomicznej zimy. Txicon podczas wejścia nie używał tlenu z butli.
Poza wspinaczką Txikon zajmuje się BASE jumpingiem oraz tradycyjnym baskijskim sportem aizkolaritza – zawodami w przerąbywaniu drewna. Zarejestrował swoje imię i nazwisko jako znak zastrzeżony. Jest również autorem książki La montaña desnuda.

## Zdobyte ośmiotysięczniki
Lista ośmiotysięczników zdobytych przez Alexa Txikona:
1. Broad Peak, (2003)
2. Makalu (2004)
3. Czo Oju (2004)
4. Sziszapangma (2007 – północną ścianą, 2009, 2010 – południową ścianą)
5. Dhaulagiri (2008)
6. Manaslu (2008, 2023 – drugie zimowe wejście)
7. Annapurna (2010)
8. Gaszerbrum I (2011)
9. Gaszerbrum II (2011)
10. Lhotse (2013)
11. Nanga Parbat (2016 – pierwsze zimowe wejście)